# Pustá Kamenice
Pustá Kamenice é uma comuna checa localizada na região de Pardubice, distrito de Svitavy.